# Hildegard Krohn

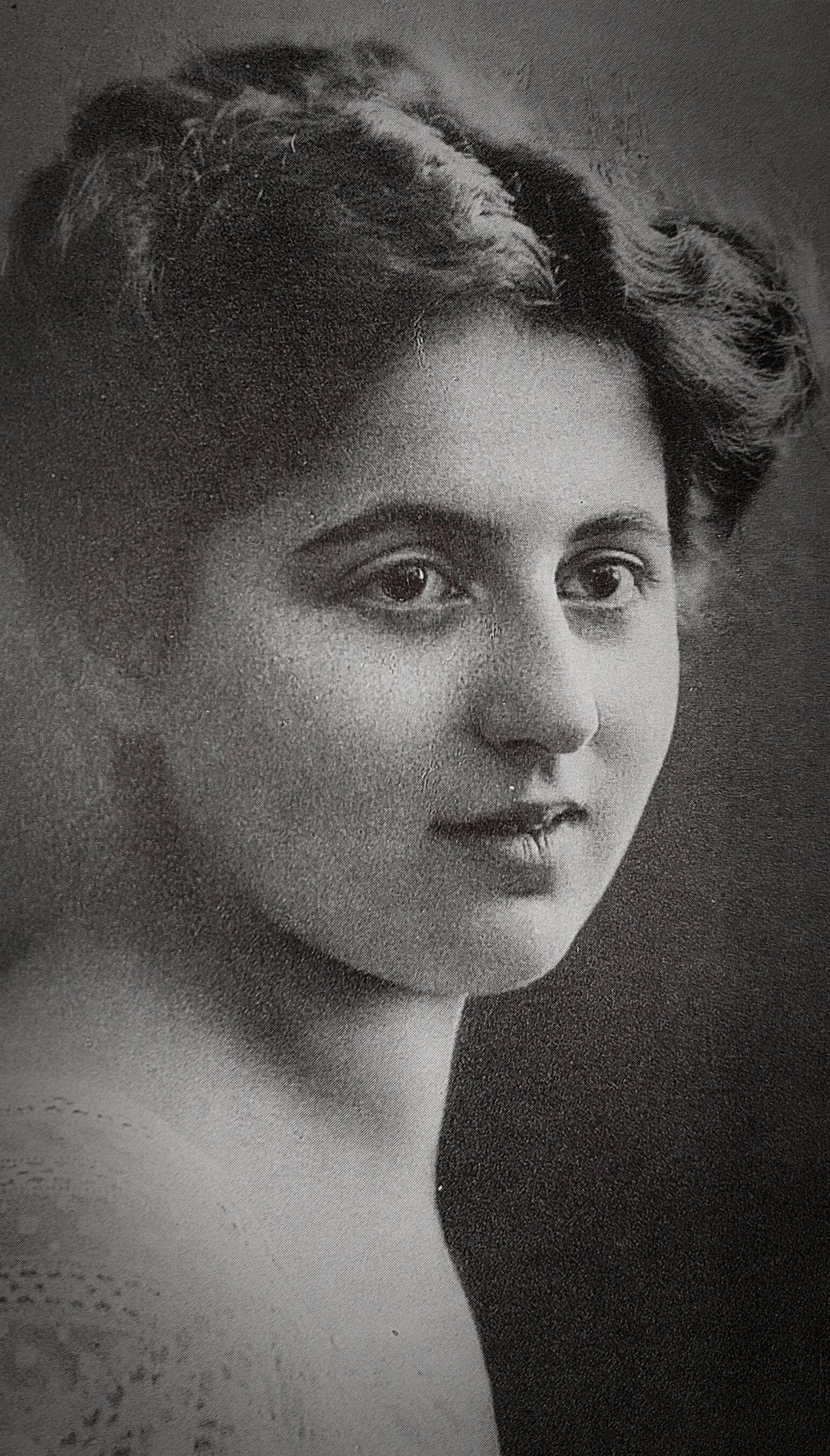
Hildegard Krohn um 1908

Hildegard „Hilde“ Krohn (später: Hildegard Salomon) (* 18. April 1892 in Berlin; † 1943 im KZ Auschwitz-Birkenau) war ein deutsches Opfer des Holocaust und die Freundin und Muse des Dichters Georg Heym.

## Biografie
Hildegard Krohn kam am 18. April 1892 als älteste Tochter des jüdischen Fabrikanten Ludwig Krohn (1860–1915) und seiner ebenfalls jüdischen Ehefrau Katharina Krohn, geb. Ruhemann (1867–1942), auf die Welt. Sie hatte eine jüngere Schwester Alice (1896–1945).
Sie hatte die Ollmannsche Höhere Schule (eine private Berliner Mädchenschule) besucht und wurde dann Kindergärtnerin.

### Beziehung zu Georg Heym
Den fast fünf Jahre älteren Georg Heym lernte Krohn im Sommer 1911 in Würzburg kennen. Die Beziehung mit ihr war seine letzte und innigste, wurde aber von ihren Eltern nicht akzeptiert und musste vor diesen geheim gehalten werden. Heym führte sie und ihre beste Freundin Cläre Jung, in seinen Bekanntenkreis der Aktion ein, indem sie auch nach seinem Tod weiter verkehrte. Im Laufe ihrer kurzen Beziehung schrieben sie sich zahlreiche Briefe und Heym widmete ihr viele seiner Gedichte u. a. sein bekanntestes Liebesgedicht „Deine Wimpern, die langen...“
Als Heym am 16. Januar 1912 beim Schlittschuhlaufen mit einem Freund verunglückte, traf dies Krohn sehr. Er hatte ihr zuvor eine Einladung zu dieser Partie geschickt, die sie aber erst einen Tag nach dem Unfall erhielt. Daraufhin machte sie sich ihr Leben lang Vorwürfe, sie hätte den Unfall vielleicht verhindern können. Danach arbeitete sie u. a. mit Robert Jentzsch und Jakob van Hoddis an der Veröffentlichung von Heyms Nachlass.

### Späteres Leben und Tod
1921 heiratete sie den deutsch-amerikanischen Soziologen Gottfried Salomon, mit dem sie in Frankfurt am Main lebte und einen 1921 geborenen Sohn hatte. 1930 wurde die Ehe wieder geschieden. Nach der Scheidung lebte sie mit ihrer Schwester und deren Ehemann gemeinsam in der Barbarossastr. 23 in Berlin Schönberg. Als diese mit ihrem Gatten 1939 nach Großbritannien auswanderte, blieb Krohn alleine zurück in Berlin, um sich um ihre kranke Mutter zu kümmern. Sie arbeitete zuletzt noch in einem Betrieb.
Ihre Mutter wurde im November 1942 ins Ghetto Theresienstadt deportiert, Hildegard wurde nur zwei Monate später am 12. Januar 1943 mit dem 26. Transport von Berlin nach Auschwitz–Birkenau gebracht und starb dort vermutlich noch im selben Jahr.